# Franz Haller
Franz Haller (Parcines, 30 maggio 1959) è un artista marziale italiano.

## Origini
Dopo la nascita, la sua famiglia si trasferisce a Lagundo, alle porte di Merano. 
A quattordici anni decide di frequentare un corso di ginnastica attrezzistica e parte per la ricerca di un centro sportivo adatto a Merano, ma trova al posto dell'attrezzistica il Karate e ne rimane affascinato. 
Dopo alcuni anni di Karate, decide di provare il full contact karate, ovvero la Kickboxing americana.

## Il primo titolo mondiale
Nel 1979 prende parte, con la nazionale italiana, ai Mondiali Dilettanti WAKO a Tampa in Florida, dove vince la finale, battendo ai punti l'allora favorito Harald Roth di Miami, nei pesi medioleggeri (fino ai 74,00 kg).
Nel novembre 1981, a Milano, combatte contro lo svizzero Alfred Tommei, per il primo titolo mondiale WAKO PRO di Full Contact, battendolo ai punti.
Erano i tempi in cui in Europa si cercava di prendere piede con il professionismo. I confini tra dilettanti e professionisti non erano ancora netti. Il mondiale contro Tommei si svolse sulla lunghezza delle sei riprese, mentre negli Stati Uniti si combatteva già sulla lunghezza delle dodici riprese.
Nel vecchio continente, la WAKO PRO impiegò alcuni anni per mettersi alla pari con gli USA. 
Nell'ottobre del 1982, Haller incontra a Bolzano il texano Ray McCallum e difende il suo titolo di Full Contact, versione WAKO PRO, per la prima volta, vincendo anche questa volta ai punti dopo sei riprese.
La successiva difesa vittoriosa del titolo avviene nell'aprile 1983 ad Innsbruck, contro il tedesco Alexander Zöttl. 
Arriviamo ad un primo adeguamento dei regolamenti della WAKO PRO: dalle attuali sei riprese si passa nel 1984 alle otto riprese per la disputa di un titolo mondiale.

## Perdita del titolo e ritiro negli Stati Uniti
Nel marzo del 1984, Franz Haller sceglie di difendere il suo titolo mondiale di Full Contact, nella categoria dei pesi medi, a Bolzano, contro il quotatissimo francese Youssef Zenaf. Questa volta Haller perde il titolo ai punti. Sei mesi dopo, Haller tenta di riprendersi il titolo detenuto da Zenaf, andando a Parigi, ma fallisce una seconda volta.
Haller decide di recarsi negli Stati Uniti per un lungo periodo. 
Nel 1985 arriva a Los Angeles e viene accolto nel Gym di Benny “the Jet” Urquidez. Vi rimane lavorando ed allenandosi per sei mesi, facendo da sparring partner a Peter “Sugarfoot” Cunningham.
Al termine di questi primi sei mesi, rientra per un periodo in Europa, fermandosi a Vienna, dove vive e combatte per un anno circa.
Successivamente, ritorna negli States, approdando questa volta a Miami in Florida, nel Gym dei fratelli John e Jim Graden a St. Petersburg (Florida).
Qui si allena duramente, facendo da sparring partner a Jim Graden. Ebbe anche la possibilità di allenarsi con Joe Lewis. 

## Ritorno in Italia e riconquista del titolo
Verso la fine del 1987 Haller rientra definitivamente in Italia, ritirandosi per un paio d'anni nell'Alta Val di Non, precisamente al Passo della Mendola. 
Questo periodo "meditativo" servì a tamponare la grande delusione subita da Haller nel 1985, quando bruciò la sua unica palestra a Merano.
In tutto questo periodo, che va dalle sconfitte del 1984 al periodo statunitense e viennese del 1985/87, fino agli anni trascorsi al Passo della Mendola (1987/1991), Haller non smette mai di combattere ovunque venisse richiesto ed in qualsiasi Paese del Mondo. 
Durante il periodo di ritiro in montagna, Franz Haller inizia a frequentare i maestri e pugili Arturo De Prezzo ed Antonio Antino a Bolzano che gli fanno da allenatori.
Nel gennaio 1993, a Bolzano, rivince il titolo mondiale di Full Contact battendo ai punti il turco naturalizzato olandese Bayram Colak.

## Kickboxing, K-3 e Muay Thai
Nel maggio 1993, combatte per il primo mondiale pro di Kickboxing a Vicenza contro il francese Frank Verhoeve, vincendo ai punti e nel novembre 1993, a Palermo, contro il turco naturalizzato belga Yldrim Suat.
A cavallo tra il 1993 ed il 1994 Haller passa dalla categorie pesi medi a quella dei supermedi. Nel giugno 1994 perde il primo mondiale di Kickboxing nella nuova categoria di peso, a Leoben, in Austria, contro il tedesco Frank Scheuermann. 
Gli viene concessa la rivincita, che si svolge a Bolzano, nel dicembre dello stesso anno, con la vittoria ai punti di Haller su Frank Scheuermann, detentore del titolo.
A partire dal 1995 ed in seguito all'esperienza nipponica, nel luglio a Nagoya, dove Haller per la prima volta combatte in un torneo K-3, uscendo nel primo turno, sconfitto da Orlando Wiet, decide di specializzarsi nella Thai-boxe.
Nel marzo del 1996, dopo mesi di preparazione a Roma seguito dal maestro Marco De Cesaris, Haller incontra in Sardegna, il thailandese Lakchart, vincendo il suo primo titolo mondiale pro di Thai-boxe. 
Nei mesi che seguono Haller intensifica la sua preparazione atletica, passando dalla categoria pesi mediomassimi a quella dei massimi-leggeri. In vista c'è la sfida contro l'olandese Andrè Mannaart, che si disputerà a Milano, nell'aprile 1997.
Quest'incontro vede Haller perdere per KO alla terza ripresa. 
Il forte atleta olandese concederà a Haller la rivincita, la quale si svolge a Bolzano nel dicembre di quello stesso anno.
In palio il titolo mondiale di Thai-boxe, che Haller riesce a strappare a Mannaart, battendolo ai punti.

## Kickboxing, K-1 e Oktagon
Oltre ad un paio d'incontri di prestigio, Haller disputa a Bolzano, nel novembre del 1998, il mondiale di Kickboxing contro il brasiliano Jorge Ruiz, battendolo per KO alla terza ripresa.
Nel novembre del 1999 Haller tenta di conquistare il titolo di Kickboxing – nei pesi massimi – salendo sul ring di Bassano del Grappa contro l'inglese Mark Russell, perdendo sia l'incontro che la possibilità di inserirsi tra i pesi massimi.
Nel maggio 2000 Haller partecipa a Bologna al K-1 World Grand Prix. Arriva in semifinale, dove incontra il croato Sinisa Andrijasevic.
Il match finisce in parità e viene disputata un'ulteriore ripresa, al termine della quale vince Andrijasevic, passando in finale. 
Nell'aprile 2001 Haller partecipa all'OKTAGON K-1, a Milano, supera le qualificazioni ed arriva in semi finale, dove perde contro il bielorusso Sergej Gur.

## Fine della carriera
A maggio 2001 Haller chiude la sua carriera, salendo per l'ultima volta sul ring di Bolzano, vincendo il mondiale contro l'americano Travis Johnson, per KOT alla settima ripresa. 
Resta impegnato come promoter ed allenatore al Palasport di Bolzano. Dal 2001 ha organizzato otto edizioni dell'Alpsarena.

## Titoli

### Dilettantismo
- 1979 Campionati Mondiali di Full Concact W.A.K.O. a Tampa, Stati Uniti
- 1979 Campionati Italiani di Full Contact a Venezia, Italia

### Professionismo
- 1998 Titolo Mondiale W.A.K.O.-Pro di Kickboxing
- 1996 Titolo Mondiale Pro Thai-boxe
- 1993 Titolo Mondiale W.A.K.O.-Pro di Kickboxing Pesi Medi
- 1993 Titolo Mondiale W.A.K.O.-Pro di Full Contact
- 1981 Titolo Mondiale W.A.K.O.-Pro di Full Contact

## Record Incontri
| 76 Vittorie (35 per (T) KO, 39 per decisione), 2 Sconfitte, 2 Pareggi,1 No Contest |           |                    |                                                                |                            |           |       |       |
| Data                                                                               | Risultato | Avversario         | Evento                                                         | Luogo                      | Modalità  | Round | Tempo |
| maggio 2001                                                                        | Vittoria  | Travis Johnson     |                                                                | Bolzano, Italia            | KOT       | 7     |       |
| 2001                                                                               | Sconfitta | Sergej Gur         | Oktagon 2001 Tournament, semifinale                            | Milano, Italia             | KO        |       |       |
| 2001                                                                               | Vittoria  |                    | Oktagon 2001 Tournament, qualificazioni                        | Milano, Italia             | KO        |       |       |
| novembre 1999                                                                      | Sconfitta | Mark Russell       | Titolo Mondiale di Kickboxing Pesi Massimi 1999                | Bassano del Grappa, Italia |           |       |       |
| novembre 1998                                                                      | Vittoria  | Jorge Ruiz         | Titolo Mondiale W.A.K.O.-Pro di Kickboxing 1998                | Bolzano, Italia            | KO        | 3     |       |
| dicembre 1997                                                                      | Vittoria  | André Manaart      |                                                                | Bolzano, Italia            | Decisione | 5     | 3:00  |
| aprile 1997                                                                        | Sconfitta | André Manaart      | Titolo Mondiale Pro. Thai-boxe pesi medio-massimi 1997         | Milano, Italia             | KO        | 3     |       |
| 1996                                                                               | Vittoria  | Lackhard           | Titolo Mondiale Pro. Thai-boxe 1996                            | Sassari, Italia            | Decisione | 5     | 3:00  |
| 16/07/1995                                                                         | Sconfitta | Orlando Wiet       | K-3 Grand Prix '95, primo turno                                | Nagoya, Giappone           | Decisione | 3     | 3:00  |
| dicembre 1994                                                                      | Vittoria  | Frank Scheuermann  |                                                                | Bolzano, Italia            | Decisione | 8     | 2:00  |
| giugno 1994                                                                        | Sconfitta | Frank Scheuermann  | Titolo Mondiale W.A.K.O.-Pro di Kickboxing pesi supermedi 1994 | Loeben, Austria            | Decisione | 8     | 2:00  |
| novembre 1993                                                                      | Vittoria  | Yildrim Suat       |                                                                | Palermo, Italia            | Decisione | 8     | 2:00  |
| maggio 1993                                                                        | Vittoria  | Frank Verhoeve     | Titolo Mondiale W.A.K.O.-Pro di Kickboxing pesi medi 1993      | Vicenza, Italia            | Decisione | 8     | 2:00  |
| gennaio 1993                                                                       | Vittoria  | Bayram Colak       | Titolo Mondiale W.A.K.O.-Pro di Full Contact 1993              | Sassari, Italia            | Decisione | 8     | 2:00  |
| febbraio 1986                                                                      | Sconfitta | Earnie Jackson     | W.K.A. Superfight                                              | Vancouver, Canada          | Decisione | 7     | 2:00  |
| aprile 1985                                                                        | Sconfitta | Christian Battesti | Titolo Europeo W.A.K.O.-Pro di Full Contact 1985               | Marsiglia, Francia         |           |       |       |
| 1984                                                                               | Sconfitta | Youssef Zenaf      |                                                                | Parigi, Francia            |           |       |       |
| 1984                                                                               | Sconfitta | Youssef Zenaf      |                                                                | Bolzano, Italia            | Decisione | 8     | 2:00  |
| aprile 1983                                                                        | Vittoria  | Alexander Zöttl    |                                                                | Innsbruck, Germania        |           |       |       |
| 1982                                                                               | Vittoria  | Ray McCallum       |                                                                | Bolzano, Italia            |           |       |       |
| ottobre 1981                                                                       | Vittoria  | Alfred Tommei      | Titolo Mondiale W.A.K.O.-Pro di Full Contact 1981              | Milano, Italia             | Decisione | 6     | 2:00  |
| 1979                                                                               | Vittoria  | Harald Roth        | Campionati mondiali W.A.K.O. 1979, finale                      | Tampa, U.S.A.              | KO        |       |       |
| 1979                                                                               | Vittoria  | Alfred Tommei      | Campionati mondiali W.A.K.O. 1979, secondo turno               | Tampa, U.S.A.              |           |       |       |
| 1979                                                                               | Sconfitta | Alfred Tommei      | Campionati europei W.A.K.O. 1979, secondo turno                | Milano, Italia             |           |       |       |
| 1979                                                                               | Vittoria  | Italia (bandiera)  | Campionati italiani 1979, finale                               | Venezia, Italia            | KO        |       |       |
| 1979                                                                               | Vittoria  | Italia (bandiera)  | Campionati italiani 1979, semifinale                           | Venezia, Italia            | KO        |       |       |
| 1979                                                                               | Vittoria  | Italia (bandiera)  | Campionati italiani 1979, primo turno                          | Venezia, Italia            | KO        |       |       |

| Controllo di autorità | VIAF (EN) 45511161 · GND (DE) 134101146 |